# پترو پوریم تولان
پترو پوریم تولان (به انگلیسی: Petru Porime Tolan) ژیمناست زادهٔ ۲۱ مارس ۱۹۸۶ میلادی اهل کشور رومانی است.